# Cyclamen persicum
Cyclamen persicum is een plantensoort. De soortaanduiding persicum slaat op Perzië, maar de plant is afkomstig uit het westen van Klein-Azië, van Zuidwest-Turkije (Hatay) tot Jordanië.

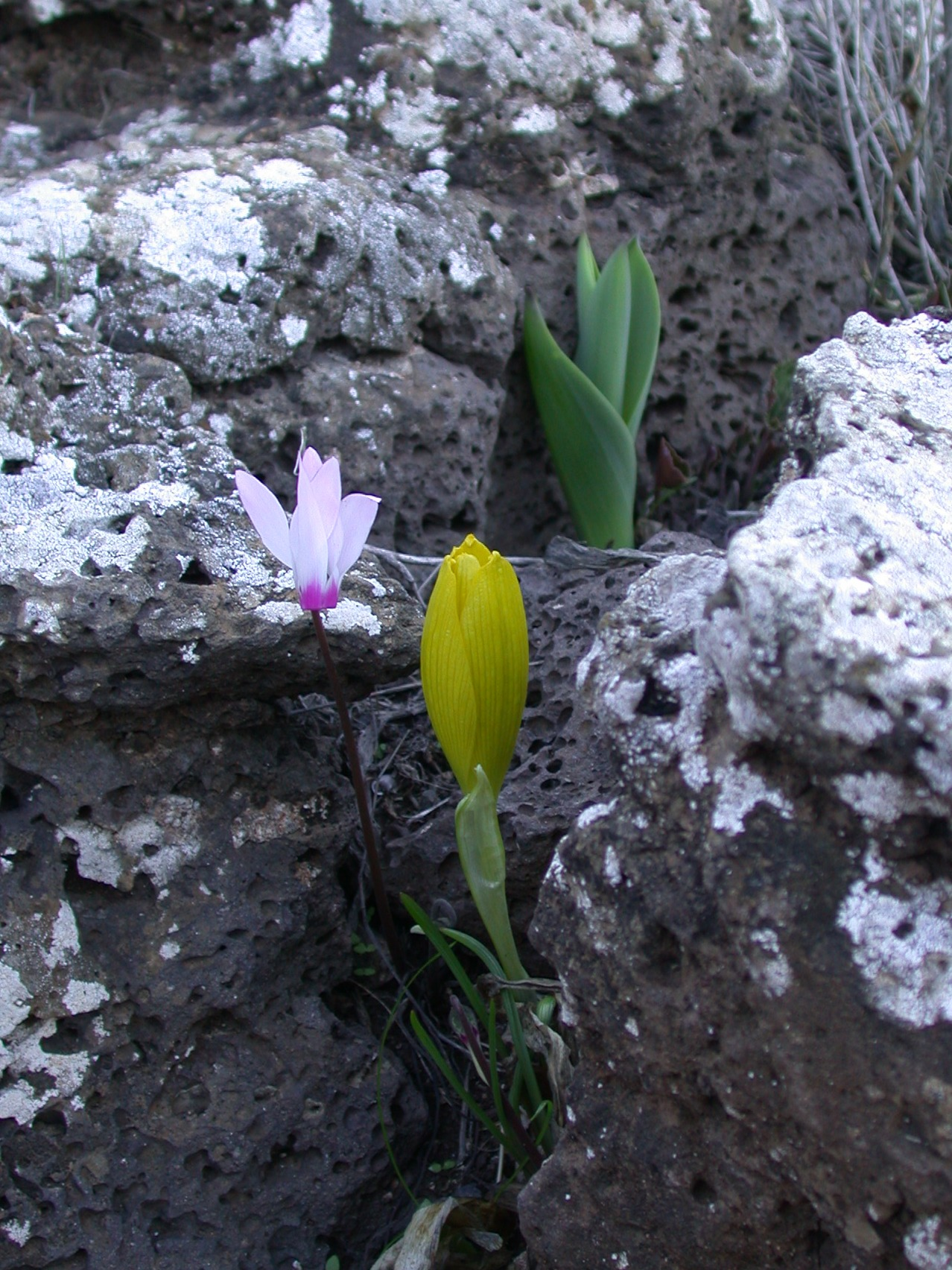
C. persicum var. autumnalis met Sternbergia clusiana op de Golan

Zijn aanwezigheid op de Griekse eilanden Rhodos, Karpathos en Kreta, en in Noord-Afrika (Algerije en Tunesië) blijkt het gevolg te zijn van invoering door monniken of andere religieuze ordes, want die vindplaatsen zijn naast kloosters of kerkhoven.
- Cyclamen persicum heeft geurende, rijzige bloemen, die variëren in kleur van wit tot roze met een purperen basis, en die in maart – april ontluiken.
- Cyclamen persicum var. autumnalis Grey-Wilson, die ontdekt werd in de streek van Hebron, bloeit in de herfst.
- Cyclamen persicum f. albidum heeft zuiver witte bloemen
- Cyclamen persicum f. roseum heeft egaal- tot donkerroze bloemen
- Cyclamen persicum f. puniceum heeft rode tot karmijnrode bloemen.

In tegenstelling tot de andere soorten, behalve Cyclamen somalense, rolt de bloemsteel zich niet na de bevruchting als een kurkentrekker op.

## Kweek

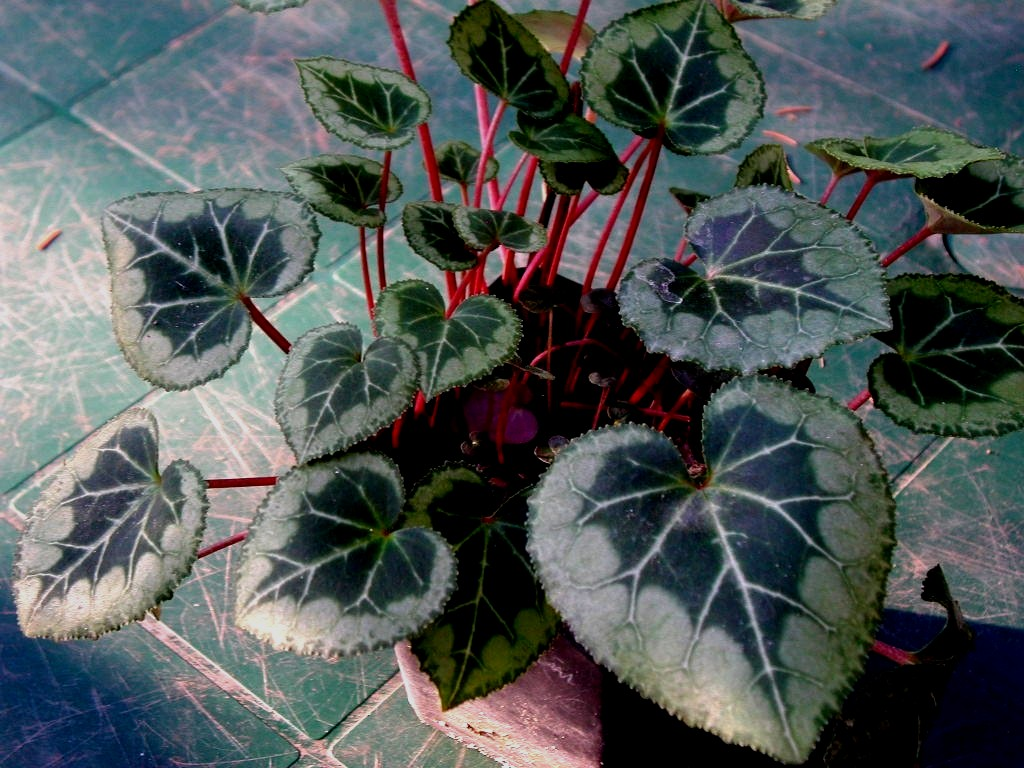
Cyclamen cilicium 'Silver leaf'

Met uitzondering van enkele klonen afkomstig uit de Golanhoogten die in volle grond gekweekt kunnen worden in streken met een mild klimaat, moet Cyclamen persicum in de koude kas geteeld worden.
Sommige cultivars hebben fraai witgetekende bladeren, zelfs zilverkleurig met een “kerstboompatroon” in hun midden (cultivar ‘Silver leaf’). ‘Tilebarn Karpathos’ is een cultivar met kersrode bloemen.
De huiskamercyclamen zijn tri- of tetraploïde cultivars van Cyclamen persicum.
... · 
C. abchasicum · 
C. africanum · 
C. alpinum · 
C. balearicum · 
C. cilicium · 
C. colchicum · 
C. coum (Rondbladige cyclaam) · 
C. creticum · 
C. cyprium · 
C. elegans · 
C. graecum · 
C. hederifolium (Napolitaanse cyclaam) · 
C. intaminatum · 
C. libanoticum · 
C. mirabile · 
C. persicum · 
C. pseudibericum · 
C. parviflorum · 
C. purpurascens (Alpenviooltje) · 
C. repandum · 
C. rhodium · 
C. rohlfsianum · 
C. somalense · 
...